# وینسنت اسکات
وینسنت اسکات (انگلیسی: Vincent Scotté؛ زادهٔ ۱۶ ژوئیهٔ ۱۹۸۷) بازیکن فوتبال اهل فرانسه است.
از باشگاه‌هایی که در آن بازی کرده‌است می‌توان به باشگاه فوتبال پاریس و باشگاه فوتبال آژاکسیو اشاره کرد.